# Liste des Premiers ministres du Burkina Faso
Le Premier ministre du Burkina Faso est le chef du gouvernement du Burkina Faso. Il est nommé par le président de la République avec l'approbation de l'Assemblée. La Constitution place la majeure partie du pouvoir exécutif dans les mains du président. Le poste a été créé en 1971 alors que le pays s'appelait encore Haute-Volta.

## Liste des chefs de gouvernements
Les tableaux ci-dessous listent les Premiers ministres qui se sont succédé depuis 1971.
- Organisation pour la démocratie populaire/Mouvement du travail (ODP-MT) / Congrès pour la démocratie et le progrès (CDP)
- Alliance pour la démocratie et la fédération/Rassemblement démocratique africain (ADF-RDA)
- Militaire
- Indépendant

### République de Haute-Volta (1971-1983)
|                                              | N° | Portrait | Nom               | Investiture     | Fin du mandat    | Remarque                                        |
| -------------------------------------------- | -- | -------- | ----------------- | --------------- | ---------------- | ----------------------------------------------- |
|                                              | 1  |          | Gérard Ouédraogo  | 13 février 1971 | 8 février 1974   |                                                 |
|                                              | 2  |          | Sangoulé Lamizana | 8 février 1974  | 7 juillet 1978   |                                                 |
|                                              | 3  |          | Joseph Conombo    | 7 juillet 1978  | 25 novembre 1980 | Fin de mandat à la suite du coup d'État de 1980 |
| Vacant du 7 novembre 1982 au 10 janvier 1983 |    |          |                   |                 |                  |                                                 |
|                                              | 5  |          | Thomas Sankara    | 10 janvier 1983 | 17 mai 1983      | Limogé et mis en résidence surveillée           |

### Burkina Faso (depuis 1983)
|                                                  | N° | Portrait | Nom                                   | Investiture                     | Fin du mandat                     | Remarque                                                                          |
| ------------------------------------------------ | -- | -------- | ------------------------------------- | ------------------------------- | --------------------------------- | --------------------------------------------------------------------------------- |
| Poste aboli entre le 17 mai 1983 au 16 juin 1992 |    |          |                                       |                                 |                                   |                                                                                   |
|                                                  | 6  |          | Youssouf Ouédraogo                    | 16 juin 1992                    | 22 mars 1994                      |                                                                                   |
|                                                  | 7  |          | Roch Marc Christian Kaboré            | 22 mars 1994                    | 6 février 1996                    |                                                                                   |
|                                                  | 8  |          | Kadré Désiré Ouédraogo                | 6 février 1996                  | 7 novembre 2000                   |                                                                                   |
|                                                  | 9  |          | Paramanga Ernest Yonli                | 7 novembre 2000                 | 3 juin 2007                       |                                                                                   |
|                                                  | 10 |          | Tertius Zongo                         | 4 juin 2007                     | 18 avril 2011                     | Fin de mandat à la suite de la révolte de 2011.                                   |
|                                                  | 11 |          | Luc-Adolphe Tiao                      | 18 avril 2011                   | 30 octobre 2014                   | Fin de mandat à la suite de la Deuxième révolution burkinabé                      |
| Vacant du 30 octobre 2014 au 19 novembre 2014    |    |          |                                       |                                 |                                   |                                                                                   |
|                                                  | 12 |          | Isaac Zida                            | 19 novembre 2014                | 6 janvier 2016                    | Fait face à une tentative de coup d'État.                                         |
|                                                  | 13 |          | Paul Kaba Thiéba                      | 6 janvier 2016                  | 21 janvier 2019                   |                                                                                   |
|                                                  | 14 |          | Christophe Dabiré                     | 21 janvier 2019 10 janvier 2021 | 30 décembre 2020 10 décembre 2021 |                                                                                   |
|                                                  | 15 |          | Lassina Zerbo                         | 10 décembre 2021                | 24 janvier 2022                   | Renversé par un coup d'État.                                                      |
|                                                  | 16 |          | Albert Ouédraogo                      | 3 mars 2022                     | 30 septembre 2022                 | Premier ministre de transition Gouvernement dissous à la suite d'un coup d'État   |
|                                                  | 17 |          | Apollinaire Joachim Kyélem de Tambèla | 21 octobre 2022                 | 6 décembre 2024                   | Premier ministre de transition, nommé par la junte militaire issue du coup d'État |
|                                                  | 18 |          | Jean-Emmanuel Ouédraogo               | 7 décembre 2024                 |                                   | Premier ministre de transition, nommé par la junte militaire issue du coup d'État |